# Makirabrilvogel
De makirabrilvogel of grijskeelbrilvogel (Zosterops  rendovae synoniem:Zosterops ugiensis) is een zangvogel uit de familie Zosteropidae (brilvogels). 

## Verspreiding
De soort is endemisch op het eiland Makira (San Cristóbal), een van de Salomonseilanden.